# Stefan Myralf
Stefan Myralf (født 1959 i Vadstena, Sverige) er en dansk sejler.
Han er opvokset i Gentofte Kommune hvor Hellerup Sejlklub har været platformen for sejlsportskarrieren. Han har således vundet op til flere nationale såvel internationale mesterskaber i sejlads med både jolle og kølbåd.
Myralf har opnået flere rekorder i offshoresejladser – bl.a. Sydney to Hobart, Danmark Rundt, Sjælland Rundt, Fyn Rundt, Gotland Runt, Færdern Rundt.